# Théorème de Bohr-Mollerup
En mathématiques, le théorème de Bohr–Mollerup porte le nom des deux mathématiciens danois Harald Bohr et Johannes Mollerup (de), qui l'ont démontré en 1922. 
Il caractérise la fonction gamma définie sur {\displaystyle \mathbb {R} _{*}^{+}} (par {\displaystyle \Gamma (x)=\int _{0}^{+\infty }t^{x-1}\mathrm {e} ^{-t}~\mathrm {d} t}) comme étant la seule fonction de {\displaystyle \mathbb {R} _{*}^{+}} dans {\displaystyle \mathbb {R} _{*}^{+}} vérifiant simultanément les trois conditions suivantes :
- {\displaystyle f(1)=1} ;
- {\displaystyle f(x+1)=xf(x)} (pour tout {\displaystyle x\in \mathbb {R} _{*}^{+}}) ;
- {\displaystyle f} est logarithmiquement convexe (i.e. {\displaystyle \ln \circ f} est une fonction convexe).

Une démonstration particulièrement élégante en a été donnée par Emil Artin.
Ce théorème se généralise à une grande variété de fonctions (ayant des propriétés de convexité ou de concavité de n'importe quel ordre).

## Démonstration
La fonction gamma satisfait classiquement ces trois conditions (la première est immédiate, la deuxième se montre par intégration par parties et la troisième se déduit de l'inégalité de Hölder).
Soit {\displaystyle f} une fonction qui les satisfait aussi.
Les deux premières conditions permettent d'obtenir, pour tout entier naturel {\displaystyle n} et tout réel {\displaystyle x>0} :
On utilise ensuite la convexité de {\displaystyle \log(f)} pour en déduire :
En particulier, pour tout réel {\displaystyle x\in {}]0,1]} et tout entier {\displaystyle n>0} :
- {\displaystyle f(n+x)=f{\big (}x(n+1)+(1-x)n{\big )}\leqslant f(n+1)^{x}f(n)^{1-x}=n^{x}\;(n-1)!}
- {\displaystyle n!=f(n+1)=f{\big (}x(n+x)+(1-x)(n+1+x){\big )}\leqslant f(n+x)^{x}f(n+x+1)^{1-x}=(n+x)^{1-x}~f(n+x).}

En substituant {\displaystyle f(n+x)}, on obtient ainsi l'encadrement suivant pour {\displaystyle f(x)} :
et (puisque {\displaystyle \Gamma } satisfait les mêmes hypothèses) le même encadrement pour {\displaystyle \Gamma (x)}.
Or quand {\displaystyle n} tend vers l'infini, le majorant et le minorant sont équivalents. Par conséquent, ils tendent tous deux vers {\displaystyle \Gamma (x)}, auquel {\displaystyle f(x)} est donc égal.
Cette égalité, démontrée pour tout {\displaystyle x\in {}]0,1]}, s'étend à tout {\displaystyle x\in {}]0,+\infty [} grâce à la deuxième condition, donc {\displaystyle f=\Gamma }.

## Remarque
Cette démonstration prouve de plus que pour tout {\displaystyle x\in ]0,1]}, toute suite équivalente aux bornes de l'encadrement ci-dessus tend vers {\displaystyle \Gamma (x)}. En particulier :
Comme précédemment, cette égalité s'étend à tout {\displaystyle x\in {}]0,+\infty [}.